# ピーターズバーグ郡 (アラスカ州)
座標: 北緯56度52分 西経133度21分 / 北緯56.867度 西経133.350度
ピーターズバーグ郡（ピーターズバーグぐん、Petersburg Borough）は、アメリカ合衆国アラスカ州にある郡。2020年国勢調査時点での人口は3,398人である。郡庁所在地はピーターズバーグ。
かつてはランゲルも含めランゲル・ピーターズバーグ国勢調査地域だったが、2008年6月1日にランゲルが自治権を持つ郡として独立したため、ピーターズバーグ国勢調査地域となった。その後、2013年に同国勢調査地域も自治権を持つ郡となった。

## 地理
この節には、2000年の国勢調査での、ランゲル・ピーターズバーグ国勢調査地域のデータを含む。
アメリカ合衆国国勢調査局によると、この郡は総面積23,365 km2 （9,021 mi2）である。このうち15,112 km2 （5,835 mi2）が陸地で、8,252 km2 （3,186 mi2）が水面である。総面積の35.32%が水面となっている。

### 隣接する郡・国勢調査地域
- キティマット・スティキーン地域（東、北東カナダのブリティッシュ・コロンビア州）
- プリンス・オブ・ウェールズ＝ハイダー国勢調査地域(Prince of Wales-Hyder Census Area)（南）
- シトカ市郡（西、北西）
- フーナー＝アングーン国勢調査地域(Hoonah-Angoon Census Area)（北、北西）
- ランゲル市郡（南東）

### 国立保護区
- トンガス国有林（部分管轄）

## 都市及び町
- ケイク (Kake)
- クプリアノフ (Kupreanof)
- ピーターズバーグ (Petersburg)
- ポート・アレクサンダー (Port Alexander)